# Perconia semifasciata
Perconia semifasciata là một loài bướm đêm trong họ Geometridae.